# Dragon Ball Z: Budokai Tenkaichi
Dragon Ball Z: Budokai Tenkaichi (in Japan bekend als Dragon Ball Z Sparking!) is een videospel voor de PlayStation 2. Het spel werd ontwikkeld door Spike en gepubliceerd in Noord-Amerika door Atari en in Europa en Japan door Namco Bandai. Het werd uitgebracht in Japan op 6 oktober 2005, in Noord-Amerika op 18 oktober 2005, in Europa op 21 oktober 2005. 

## Gameplay
Er is een nieuw camerasysteem, want je ziet je personage van achteren. De Z-Battle Gate volgt het verhaal van de series met tussendoor de gebeurtenissen van de films. Ook vindt er de World Tournament mode plaats, waarin de speler kan deelnemen aan een toernooi waarbij je de tegenstanders een voor een moet verslaan. Uiteindelijk kan de Cell Games vrij gespeeld worden.

## Personages
| - Goku (Base, SS1, SS2, SS3, SS4) - Kid Goku - Kid Gohan - Teen Gohan (Base, SS1, SS2) - Gohan (Base, SS1, SS2, Ultimate Gohan) - Great Saiyaman - Piccolo - Krillin - Yamcha - Tien - Chiaotzu - Vegeta (Scouter) (Base, Great Ape) - Vegeta (Base, SS1, Super Vegeta, Majin, SS2, SS4) - Future Trunks (w/ Sword) (Base, SS1) - Future Trunks (Fighting) (Base, SS1, Super Trunks) - Kid Trunks (Base, SS1) - Goten (Base, SS1) - Gotenks (Base, SS1, SS3) - Super Gogeta - Gogeta (SS4) | - Vegito (Base, SSJ) - Hercule - Videl - Raditz - Nappa - Saibaman - Dodoria - Zarbon (Base, Monster Zarbon (Post-Transformation)) - Captain Ginyu - Recoome - Burter - Jeice - Guldo - Frieza (Base, Form 2, Form 3, Final Form, 100% Full Power, Mecha Frieza) - Android 16 - Android 17 - Android 18 - Android 19 - Android 20 - Cell (Imperfect Form, Semi-Perfect Form, Perfect Form, Perfect) - Cell Jr. | - Demon King Dabura - Majin Boo - Majin Buu (Pure Evil) - Super Buu (Base, Gotenks Absorbed, Gohan Absorbed) - Kid Buu - Bardock - Cooler (Final Form) - Broly (Legendary Super Saiyan) - Bojack (Full Power) - Janemba - Super 17 - Great Ape - Baby Vegeta (Super Baby 2) - Master Roshi - General Tao |